# Eva de Dominici

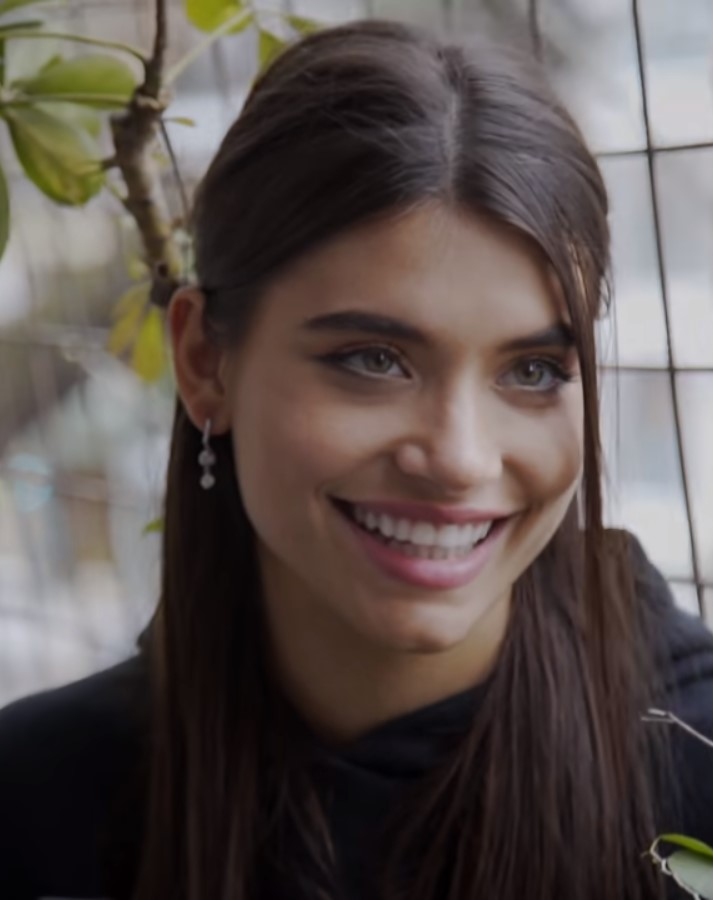
Eva de Dominici (2020)

Eva de Dominici, właśc. Eva Carolina Quattrocci (ur. 21 kwietnia 1995 w Avellanedzie) – argentyńska aktorka i modelka.

## Filmografia

### Film
| Rok  | Tytuł                                              | Rola           | Reżyser                        |
| ---- | -------------------------------------------------- | -------------- | ------------------------------ |
| 2015 | El encuentro de Guayaquil                          | Olivia         | Nicolás Capelli                |
| 2016 | Sangre en la boca (ang. Tiger, Blood in the Mouth) | Déborah        | Hernán Belón                   |
| 2016 | La última fiesta                                   | Guadalupe      | Leandro Mark i Nicolás Silbert |
| 2018 | You Shall Not Sleep                                | Bianca Aguilar | Gustavo Hernández              |
| 2018 | Sangre Blanca                                      | Martina        | Bárbara Sarasola-Day           |
| 2019 | Ji                                                 | Tiffany        | Ben Griffin                    |
| 2021 | Kosmiczny grzech                                   | Juda Sayle     | Edward Drake                   |
| 2024 | The Uninvited                                      | Delia          | Nadia Conners                  |
| 2024 | Sayen: Łowczyni                                    | Sofía          | Alexander Witt                 |
| 2025 | Forge                                              | Talia          | Jing Ai Ng                     |

### Telewizja
| Rok        | Tytuł                          | Rola                          | Stacja         |
| ---------- | ------------------------------ | ----------------------------- | -------------- |
| 2006       | Chiquititas Sin Fin            | Micaela Cortés                | Telefe         |
| 2007-2008  | Patito feo                     | Tamara                        | Canal 13       |
| 2009-2010  | Consentidos                    | Gal                           | Canal 13       |
| 2011       | Peter Punk                     | Yael                          | Disney Channel |
| 2011       | Cuando toca la campana         | Paola                         | Disney Channel |
| 2011       | Dance!                         | Gala Redondo                  | Canal 10       |
| 2012-2013  | Słodka miłość                  | Lola Rodríguez                | Telefe         |
| 2014       | Somos familia                  | Pilar                         | Telefe         |
| 2014       | Droga do miłości               | Valentina                     | Telefe         |
| 2016       | Los ricos no piden permiso     | Josefina Mansilla de Villalba | Canal 13       |
| 2017       | La fragilidad de los cuerpos   | Verónica Rosenthal            | Canal 13       |
| 2018       | Pasado de Copas: Drunk History | Victoria Ocampo               | Telefe         |
| 2018       | Golpe al corazón               | Rita                          | Telefe         |
| 2019       | The Soviet Sleep Experiment    | Anna Antonoff                 | Prime Video    |
| 2020       | Hawaii Five-0                  | Maria                         | CBS            |
| 2021       | Maradona: Blessed Dream        | Lorena Gaumont                | Prime Video    |
| 2022, 2024 | Pani sprzątająca               | Nadia Morales                 | Fox            |
| 2023       | Barrabrava                     | Miriam                        | Prime Video    |